# زهرا آقارضا
زهرا آقارضا (زادهٔ ۱۳۲۵) که پس از ازدواج با احمد مندوب هاشمی، با نام پری هاشمی هم شناخته می‌شود از دوبلورهای ایرانی است.

## فعالیت در دوبله
او از سال ۱۳۴۶ و در ۲۱ سالگی به‌طور حرفه‌ای فعالیت در دوبله را آغاز کرد و گویندگی نقش‌های دوم و سوم را به عهده می‌گرفت. وی صداپیشهٔ تیپ‌های مختلف، از بچه تا پیرزن، در دوبلهٔ بسیاری از کارتون‌ها و مجموعه‌های تلویزیونی بوده‌است. از کارهای پرآوازهٔ او می‌توان به دوبلهٔ شخصیت‌های خاله‌ریزه در کارتون خاله ریزه و قاشق سحرآمیز، جولیتا (گربهٔ تنبل) و فرشتهٔ مهربان در کارتون پینوکیو، نانی (مرغ چاق) در کارتون قلعه هزار اردک و دوبلهٔ نقش حمیده خیرآبادی (نادره) در سریال پدرسالار اشاره کرد.

## گزیده‌ آثار دوبله
کارتون‌های تلویزیونی
- قلعه هزار اردک (نانی)
- خاله ریزه و قاشق سحرآمیز (خاله‌ریزه)
- پینوکیو (جولیتا و فرشتهٔ مهربان)
- سنجاب کوچولو (رادا)
- ماجراهای تام سایر (عمه پالی)
- دهکدهٔ حیوانات (میاگو و مادر میشا)
- حنا دختری در مزرعه (سولماز)
- سرزمین آدم کوچولوها (خانم پنه‌لوپه)
- رامکال (اسلِمی پسر تپل و شرور)
- بچه‌های مدرسه والت (همکلاسی انریکو، مادر گالونی (قسمت سوم))
- مهاجران (ویلی و خانم پتی‌بل)
- بچه‌های کوه تاراک (خانم الن)
- بابا لنگ‌دراز (خانم سمپل)
- دوقلوهای افسانه‌ای (ملکه)
- توییتی و سیلوستر (مادربزرگ)

سریال‌های تلویزیونی
- سال‌های دور از خانه (خانم هیسا)
- سیلاس (شربوی پیر)
- قصه‌های جزیره (موریل استیسی)
- رؤیای سبز (ریچل لیند)
- نانی و مانی (مادربزرگ)
- میهمان (حمیده خیرآبادی)
- این خانه دور است (حمیده خیرآبادی)
- پدرسالار (ملوک با بازی حمیده خیرآبادی)
- پهلوانان نمی‌میرند (اکرم خانم با بازی صدیقه کیانفر)

فیلم‌های سینمایی
- دشمن مردم ۱۹۳۱ (جین هارلو)
- بر باد رفته ۱۹۳۹ (آلیشیا رت و جین دارول)
- خوشه‌های خشم ۱۹۴۰ (زفی تیباری)
- سیندرلا ۱۹۵۰ (فرشتهٔ مهربان)
- جیب‌بر خیابان جنوبی ۱۹۵۳ (تلما ریتر)
- صد و یک سگ خالدار ۱۹۶۱ (مستخدمه)
- یوزپلنگ ۱۹۶۳ (رینا مورلی)
- جن‌گیر ۱۹۷۳ (کیتی وین)
- قتل در قطار سریع‌السیر شرق ۱۹۷۴ (ونسا ردگریو)
- پرنده آبی ۱۹۷۶ (پری پیر)
- مرگ یک مرد فاسد ۱۹۷۷، در ایران: دایرهٔ خونین (میریل دارک)
- مسیر سبز ۱۹۹۹ (ایو برنت)
- مریم و میتیل ۱۳۷۱ (حمیده خیرآبادی)
- روز واقعه ۱۳۷۳ (حمیده خیرآبادی)

## بن‌مایه
1. ↑  «زهرا آقارضا». سوره سینما.
2. ↑  «زهرا آقازضا». تارنمای انجمن گویندگان و سرپرستان گفتار فیبم. بایگانی‌شده از اصلی در ۱ سپتامبر ۲۰۱۳. دریافت‌شده در ۲۸ مارس ۲۰۱۴.
3. ↑  «زهرا آقازضا». پارس ویدئو. بایگانی‌شده از اصلی در ۲۸ مارس ۲۰۱۴. دریافت‌شده در ۲۸ مارس ۲۰۱۴.